# St Matthew’s Church (Paisley)

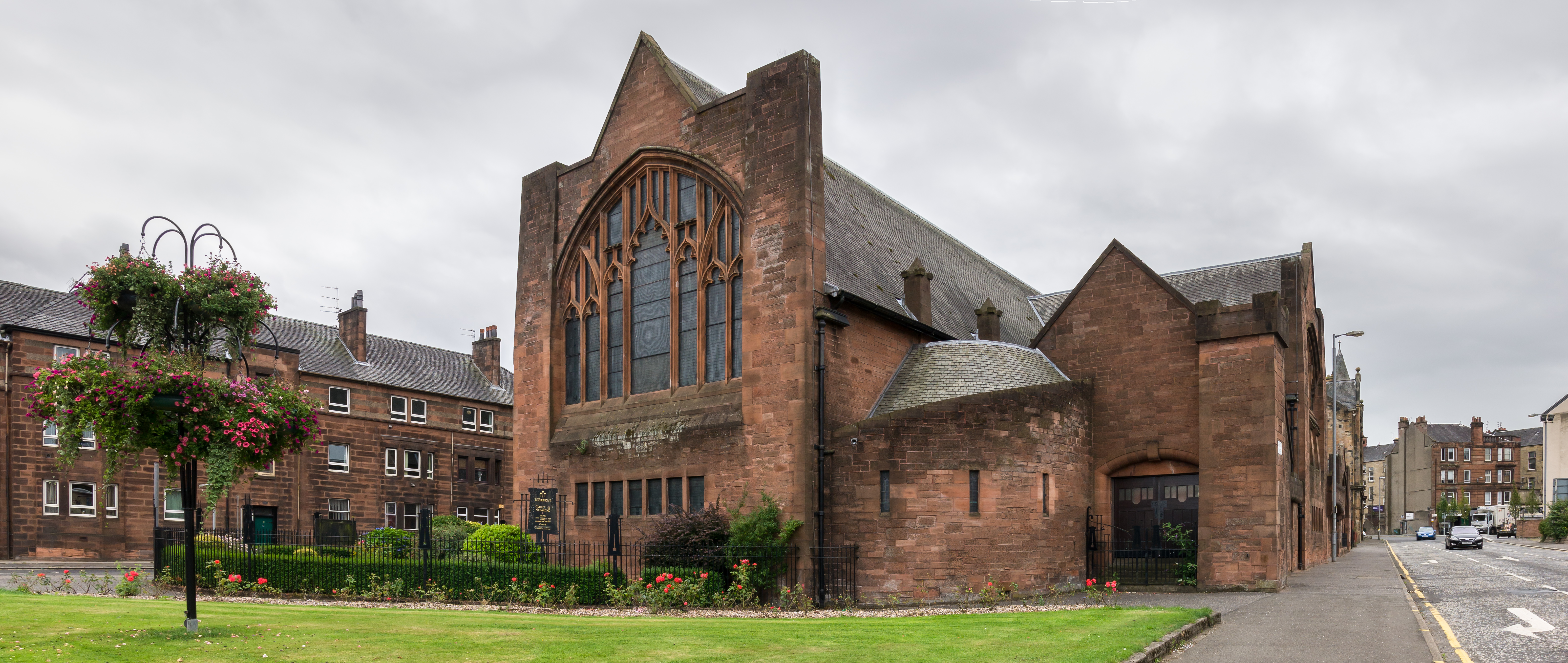
Die St Matthew’s Church aus nordöstlicher Richtung

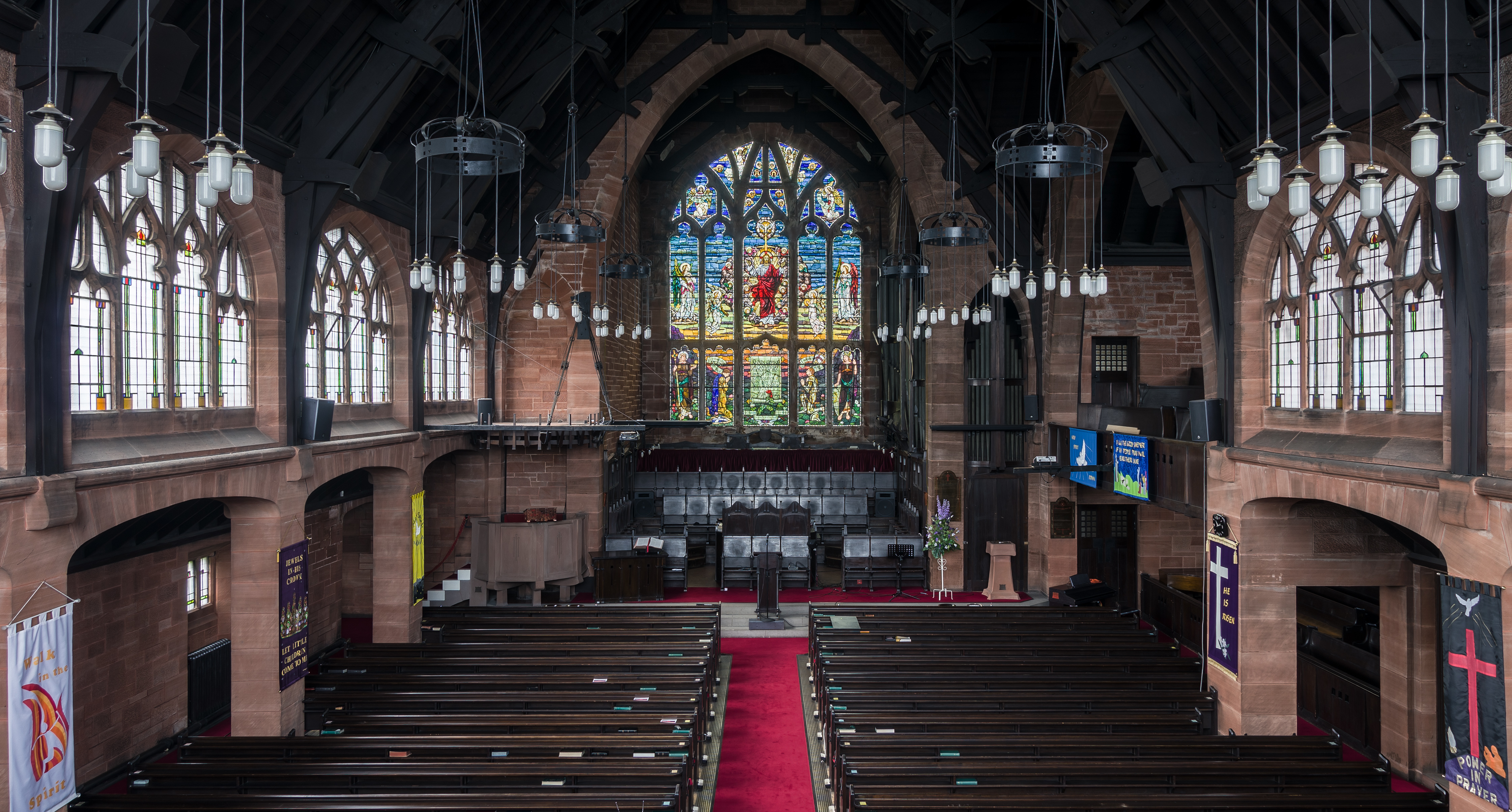
Blick über den Innenraum zum Chor

Die St Matthew’s Church ist ein Kirchengebäude der freikirchlichen Kirche des Nazareners in der schottischen Stadt Paisley in der Council Area Renfrewshire. 1985 wurde das Bauwerk in die schottischen Denkmallisten in die höchste Denkmalkategorie A aufgenommen.

## Geschichte
Das Gebäude wurde in den Jahren zwischen 1905 und 1907 nach einem Entwurf des Architekten W. D. McLennan erbaut, der selbst Mitglied der Gemeinde war. Es hieß zunächst St George’s Church East und gehörte zur Free Church of Scotland. 1988 übernahm die Kirche des Nazareners das Bauwerk und restaurierte es aufwändig. In dieser Übergangsphase existierten zwei Kirchen der Freikirche in Paisley. Das frühere Gebäude in der Orchard Street wurde schließlich aufgegeben.

## Beschreibung
Das Gebäude befindet sich in prominenter Position auf einer weiten Insel inmitten der Gordon Street (A761) an der Kreuzung zur Bridge Street (A726). Stilistisch wird es als eine Interpretation der gotischen Architektur im Jugendstil beschrieben. Die Baukosten beliefen sich auf rund 14.000 £. Ein ursprünglich geplanter, wuchtiger Glockenturm wurde aus Kostengründen nicht gebaut. Ein großflächiges Maßwerk aus sieben einzelnen Lanzettfenstern zur Mitte hin ansteigender Höhe weist nach Osten. Ein ähnliches Fenster an der gegenüberliegenden Gebäudeseite ist aus fünf Lanzettfenstern zusammengesetzt. Das zweiflüglige Eingangsportal befindet sich an der Südseite. Es schließt mit einem schmucklosen, wuchtigen Bogensegment. An der Nordseite tritt das einseitige Querhaus hervor. Es ist mit einem Maßwerk gearbeitet, das jenem an der Westseite ähnelt, jedoch deutlich kleiner ist. Die aufwändige Dachstuhlkonstruktion ist mit Schiefer gedeckt.